# Světová výstava 1893
World’s Columbian Exposition 1893 (také The Chicago World’s Fair) byla světová výstava konaná v době 1. květen – 30. říjen 1893 v Chicagu, devatenáctá svého druhu. Výstava se konala při příležitosti 400. výročí objevení Ameriky Kryštofem Kolumbem. Stavební práce začaly v září 1891 a k datu slavnostního otevření 21. října 1892 nebyly zdaleka dokončeny. K oficiálnímu zahájení výstavy proto došlo až v následujícím roce.
Kromě oslav 400. výročí objevení Nového světa z evropského pohledu sloužil veletrh také k tomu, aby světu ukázal, že Chicago povstalo z popela velkého požáru, který v roce 1871 zničil značnou část města.
Ústředním bodem výstavy, která se konala v Jacksonově parku, byl velký bazén představující Kolumbovu cestu do Nového světa. Chicago získalo právo pořádat veletrh v konkurenci několika dalších měst, včetně New Yorku, Washingtonu a St. Louis. Výstava byla vlivnou společenskou a kulturní událostí a měla zásadní vliv na americkou architekturu, umění, průmysl a image Chicaga.
Výstava se rozkládala na ploše 690 akrů (2,8 km²) a představila necelých 200 nových, ale záměrně pouze dočasných, budov převážně neoklasicistní architektury, kanály a laguny a lidi a kulturu ze 46 zemí. Během půlročního trvání výstavu navštívilo více než 27 milionů lidí. Svým rozsahem a velkolepostí daleko předčila ostatní světové výstavy a stala se symbolem rodící se americké výjimečnosti, podobně jako se Velká výstava z roku 1851 stala symbolem Spojeného království viktoriánské éry.

## Projekt na podporu národní identity

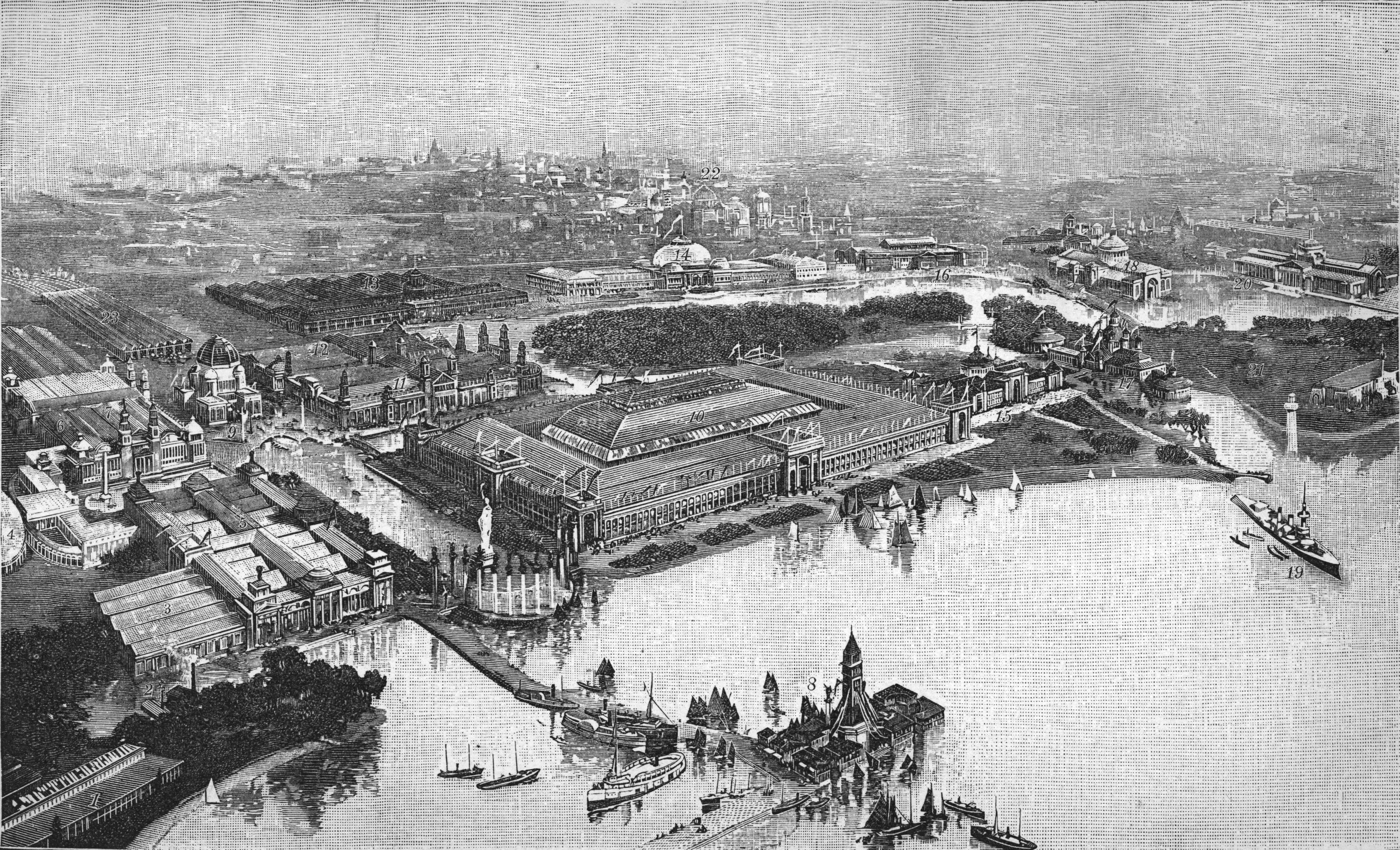
Letecký pohled na výstavistě

Cílem expozice bylo budovat pocit národní jednoty, podporovat důvěru a hrdost na americké zboží a podnikání. Byl to ideální způsob, jak zkoumat společenské proměny, vzdělávat lidi a snižovat jejich strach ze změn. Expo bylo také příležitostí k propagaci technologických a kulturních úspěchů Spojených států.

## Areál výstaviště a White City
Expozice se nacházela v Jackson Parku a na Midway Plaisance na ploše 630 akrů (2,5 km²) ve čtvrtích South Shore, Jackson Park Highlands, Hyde Park a Woodlawn. Areál výstavy byl téměř třikrát větší než kterýkoli jiný předchozí veletržní areál.

Slavný krajinář Frederick Law Olmsted, autor newyorského Central Parku, se rozhodl umístit Expo na břeh Michiganského jezera. Olmstedův projekt byl velmi ambiciózní. Plánoval nejen odvodnit a rekultivovat půdu, ale také vybagrovat vody jezera a vytvořit kanály a laguny podél celého výstaviště. Podnik byl úspěšný a krajina byla nádherná. Dočasné budovy výstavních pavilonů byly navrženy ve zdobném neoklasicistním stylu a natřeny na bílo, čtrnáct hlavních pavilonů, známých jako Great Buildings, navrhli významní architekti. Kvůli bílým fasádám a také kvůli rozsáhlému pouličnímu osvětlení, které umožňovalo používat bulváry a budovy i v noci, se veletržnímu areálu začalo říkat „White City“ (Bílé město).

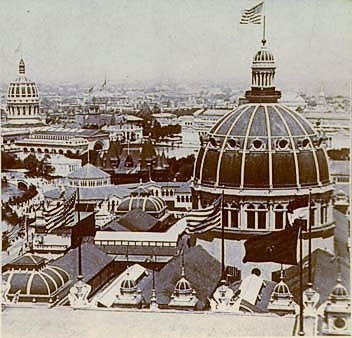
Pohled na White City

O elektrifikaci veletrhu se ucházely dvě konkurenční společnosti, mezi nimiž probíhaly ostré spory. Společnost Westinghouse Electric, pro niž pracoval Nikola Tesla, používala střídavý proud, zatímco Edison General Electric proud stejnosměrný. Ze souboje vyšla nakonec vítězně Westinghouse Electric a systém střídavého proudu zahájil své vítězné tažení.

## Exponáty
Součástí veletrhu byly repliky tří lodí Kryštofa Kolumba v životní velikosti: Niña (vlastním jménem Santa Clara), Pinta a Santa María. Lodě byly postaveny ve Španělsku a poté připluly do Ameriky. Oslava 400. výročí Kolumbova objevení Ameriky byla mezivládním projektem, který koordinoval americký zvláštní vyslanec William Eleroy Curtis, španělská královna regentka a papež Lev XIII. Lodě byly velmi populárním exponátem.

### Veletržní prvenství
Kolumbovská výstava byla veletrhem mnoha inovací a mnoha prvenství z kulturního i technologického hlediska.
Byly zde vystaveny
- „Kinetoskop“ Thomase Edisona,
- první nadzemní dráha,
- první pohyblivý chodník,
- první ruské kolo,
- první pohlednice a
- první pamětní známky a mince.

Jednalo se o první světovou výstavu s národními pavilony. Veletrh také překonal rekord ve spotřebě elektrické energie, Expo si vyžádalo trojnásobek elektrické energie používané v té době v Chicagu.

#### První pavilon žen

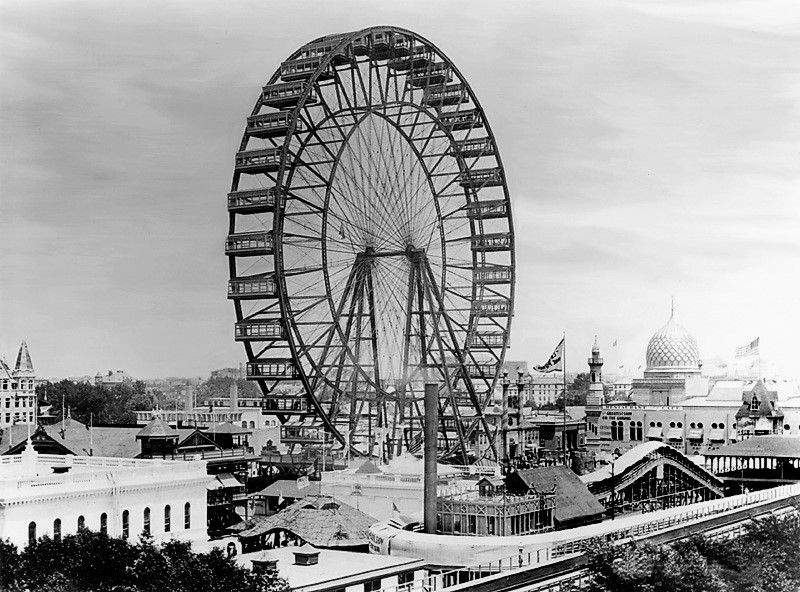
Ferrisovo kolo

Jednou z nejdůležitějších vystavených novinek byla první budova – Ženská budova (Woman's Building), která byla zcela věnována práci žen ve všech oborech, ale ženy tuto budovu také navrhly a samy ji řídily.

#### Midway Plaisance, předchůdce zábavních parků
Jednalo se o první světovou výstavu se zábavním prostorem, který byl přísně oddělen od výstavních hal. The Midway Plaisance byl kilometrový pás země zcela věnovaný zábavě. Stal se vzorem pro budoucí zábavní parky, jako je Coney Island nebo Disneyland. Nejoblíbenější atrakcí bylo ruské kolo tehdy pojmenované podle svého konstruktéra George Ferrise „Ferrisovo kolo“. Toto kolosální kolo, které se stalo symbolem výstavy, bylo 250 stop (80 m) vysoké a mělo 36 kabin, každou pro 40 osob.

## Popis výstavy očima návštěvníka
Této světové výstavy se jako návštěvník účastnil tehdejší ředitel a prokurista Ringhofferových závodů na Smíchově Ing. František Adolf Hering. O své cestě do Ameriky napsal po návratu knihu „Cestovní upomínky z Ameriky“, kterou vydal v nakladatelství J. Otto v roce 1896. Se skupinou svých šesti smíchovských přátel (mezi nimiž byl i mladý baron František Ringhoffer) procestoval významná americká města té doby, navštívil řadu podniků, prohlédl si některé přírodní pamětihodnosti a setkal se s krajany. Část své knihy věnoval i návštěvě Světové výstavy, o které kromě osobních dojmů získal i řadu obecných informací.
O pořádání výstavy mělo zájem několik velkých amerických měst. Skutečnost, že bylo nakonec vybráno Chicago (s ohledem na jeho geografické umístění a na podporu státu Illinois), se do určité míry na vlastní výstavě projevilo na nižším zájmu amerických vystavovatelů, působících v „neúspěšných“ městech. Výstava měla základní kapitál 20 milionů dolarů, rozprostírala se na ploše 4 čtverečních mílí. Svým rozsahem a pojetím daleko předčila předchozí pařížskou výstavu z roku 1889. Američtí pořadatelé pojali výstavu spíše jako světový jarmark (Worlds-fair). Výstaviště velmi dobře využívalo sousedství s Michiganským jezerem, které umožnilo vytvořit laguny mezi výstavními objekty a oživit prostor o pohled na plovoucí motorové čluny a benátské gondoly.
Výstava byla vnějškově koncipována velmi velkoryse, ale vlastní exposice dělaly poněkud chudší dojem. Jak říká autor, Evropan, toužící po divech, které tam očekával, byl velice zklamán. Většina exposic, kde samozřejmě převažovaly američtí vystavovatelé neukázaly (až na malé výjimky) žádné novinky. Vystavené byly pouze výrobky, které již byly patentovány a proto se již nebylo třeba bát kopírování a krádeže technických nápadů. Takže prakticky nebyly k vidění žádné významné technické novinky.
Výstavu navštívilo celkem 27,5 mil. osob. Výstavní pavilony byly vnějškově pojaty velmi pohledně, ale byly to jenom provizorní, většinou dřevěné stavby. Pavilony byly bíle natřeny, takže se výstavišti říkalo „město bílých paláců“. Z evropských států se nejvíce prezentovalo Německo (společnosti Krupp, Siemens a Halske, Vulkan a další). Anglická část působila spíše jednotvárně, na rozdíl od Francouzů, kteří uplatnili svůj vkus a šarm. Co do vkusu se dobře prezentovalo i Rakousko a to i díky sklárnam Harrach a Inwald, vystaveny byly české granáty a některé další drobnější výstavní exponáty. Autor velmi vysoko hodnotil úroveň převážné části strojírenských exponátů, které většinou neměly žádné významné evropské konkurenční výrobky. Vzhledem ke své profesi vysoce ocenil pavilon dopravních prostředků, ale také zemědělských strojů a stavebních mechanismů. Obdobně zaujal i Elektrický palác a exposice Hornictví a hutnictví. Nezapomnělo se ani na Palác krásných umění, kde z našich malířů vystavovali Brožík, Hynais, Čermák a Sochor. Svůj pavilon měly i americké ženy. Velká plocha výstaviště byla věnována zábavě, kolotočům, obrovské kolové houpačce, cirkusům, zvěřincům a podobným lidovým atrakcím. Osvětlení výstaviště bylo převážně elektrické, takže to umožnilo i instalaci světelné fontány. Autor ovšem neopomněl připomenout, že jídlo bylo drahé a vesměs špatné. Během výstavy docházelo se strany evropských vystavovatelů k mnoha reklamacím, bylo mnoho stížností na úplatnost porotců a řada cen vůbec nebyla předána.

## Areál po skončení výstavy
Jacksonův park se vrátil do stavu veřejného parku, který byl v mnohem lepším stavu než jeho původní bažinatá podoba. Laguna byla přetvořena tak, aby působila přirozenějším dojmem, s výjimkou rovného severního konce, kde se stále dotýká schodů na jižní straně budovy Paláce výtvarných umění/Muzea vědy a průmyslu. Midway Plaisance, parkový bulvár, který se táhne západně od Jackson Parku, kdysi tvořil jižní hranici Chicagské univerzity, která se stavěla v době, kdy veletrh končil. Univerzita se od té doby rozvíjí jižně od Midway.
Téměř všechny stavby veletrhu byly navrženy jako dočasné, do současnosti se zachoval pouze Palác výtvarných umění a budova Světového kongresu. Od ukončení veletrhu až do roku 1920 sídlilo v Paláci výtvarných umění Fieldovo muzeum, v roce 1933 byla budova kompletně přestavěna a byla znovu otevřena jako Muzeum vědy a průmyslu. Druhá budova, budova Světového kongresu, byla jednou z mála budov, které nebyly postaveny v Jacksonově parku, místo toho byla postavena v centru města v Grant Parku. Na nákladech na její výstavbu se podílel Institut umění v Chicagu, který se podle plánu do budovy po skončení veletrhu přestěhoval.
Další tři budovy, které veletrh přežily, reprezentovaly Norsko, Nizozemsko a stát Maine. Budova Norska byla ztvárněním tradičního dřevěného kostela. Po skončení veletrhu byla přemístěna k Ženevskému jezeru a v roce 1935 byla převezena do muzea jménem Little Norway v Blue Mounds ve Wisconsinu. V roce 2015 ji rozebrali a převezli zpět do Norska, kde byla zrestaurována a znovu sestavena a bude sloužit jako komunitní centrum. Druhou stavbou je Maine State Building, kterou navrhl Charles Sumner Frost a kterou zakoupila rodina Rickerových z Poland Spring ve státě Maine. Ti budovu přestěhovali do svého letoviska, aby sloužila jako knihovna a umělecká galerie. Budovu nyní vlastní organizace Poland Spring Preservation Society, která ji v roce 1974 zapsala do Národního registru historických památek. Třetím objektem je The Dutch House, který byl přestěhován do Brookline ve státě Massachusetts.

## Výstava, na kterou se nezapomíná
Konec veletrhu poznamenalo několik tragédií. Epidemie neštovic, která vznikla na veletrhu uprostřed léta, se do začátku podzimu rozšířila po celém městě. Těsně před konáním slavnostního závěrečného ceremoniálu byl zavražděn starosta Carter Harrison. Krátce po skončení veletrhu zachvátil výstaviště požár, který zničil mnoho budov.
Přesto byla kolumbovská výstava velmi úspěšná a zanechala po sobě významné architektonické, vědecké a kulturní stopy. V expozicích se objevovali umělci a hudebníci a mnozí také vytvářeli vyobrazení a umělecká díla inspirovaná expozicí. Veletrh byl vskutku událostí, kdy se umění a architektura „americké renesance“ dostávaly na vrchol, a představil rozvíjející se neoklasicistní a beaux-artový styl.
V rámci Světového doprovodného kongresu se konaly přednášky a diskuse významných politických aktivistů a intelektuálů na tak rozsáhlá a naléhavá témata, jako je náboženství a věda, práce a práva žen. Historik Frederick Jackson Turner přednesl na setkání historiků konaném v souvislosti s veletrhem svůj slavný příspěvek o významu pohraničí v amerických dějinách. Henry Ford na veletrhu spatřil spalovací motor, který roznítil jeho sny o možnosti zkonstruovat kočár bez koní. Elektrické osvětlení veletrhu bylo pro miliony návštěvníků zdrojem úžasu a nadšení z možností osvětlení amerických farem a měst. Ať už viděli výstavu na vlastní oči, nebo ji zažili prostřednictvím pohlednic či zpráv v novinách a časopisech, většina Američanů považovala Světovou výstavu za kulturní milník a pamatovala si ji po zbytek života.
Spojeným státům dokonce výstava poskytla nový svátek: Kolumbův den a novou hvězdu na vlajce města Chicaga.

## Galerie

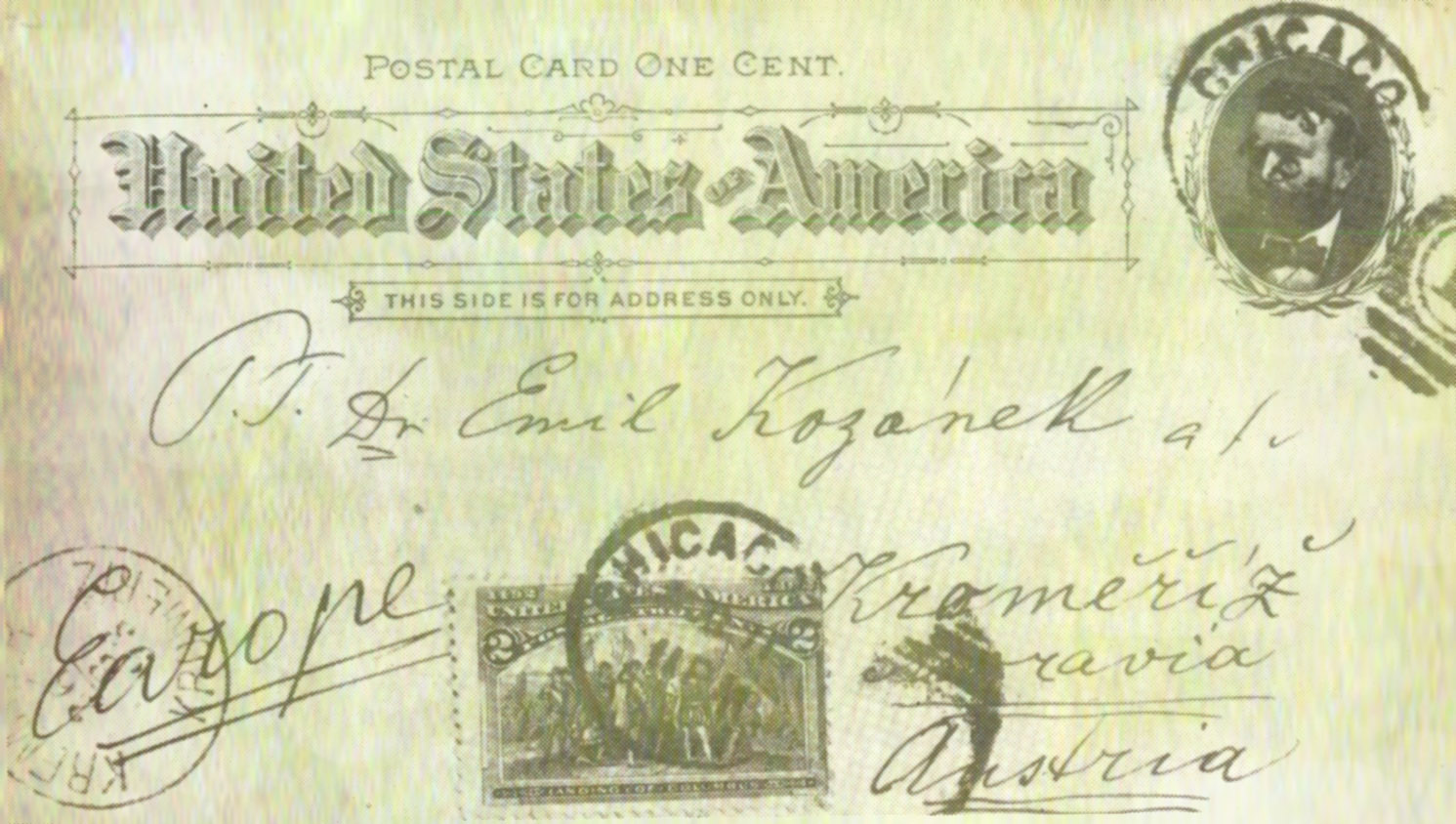
Zadní strana. Pohlednice Antonína Dvořáka ze Světové výstavy v Chicagu Karlu Kozánkovi. Známka je ozdobena tématem vylodění Kryštofa Kolumba, "Landing of Columbus", jelikož výstava byla uspořádána k 400. výročí objevu Nového světa
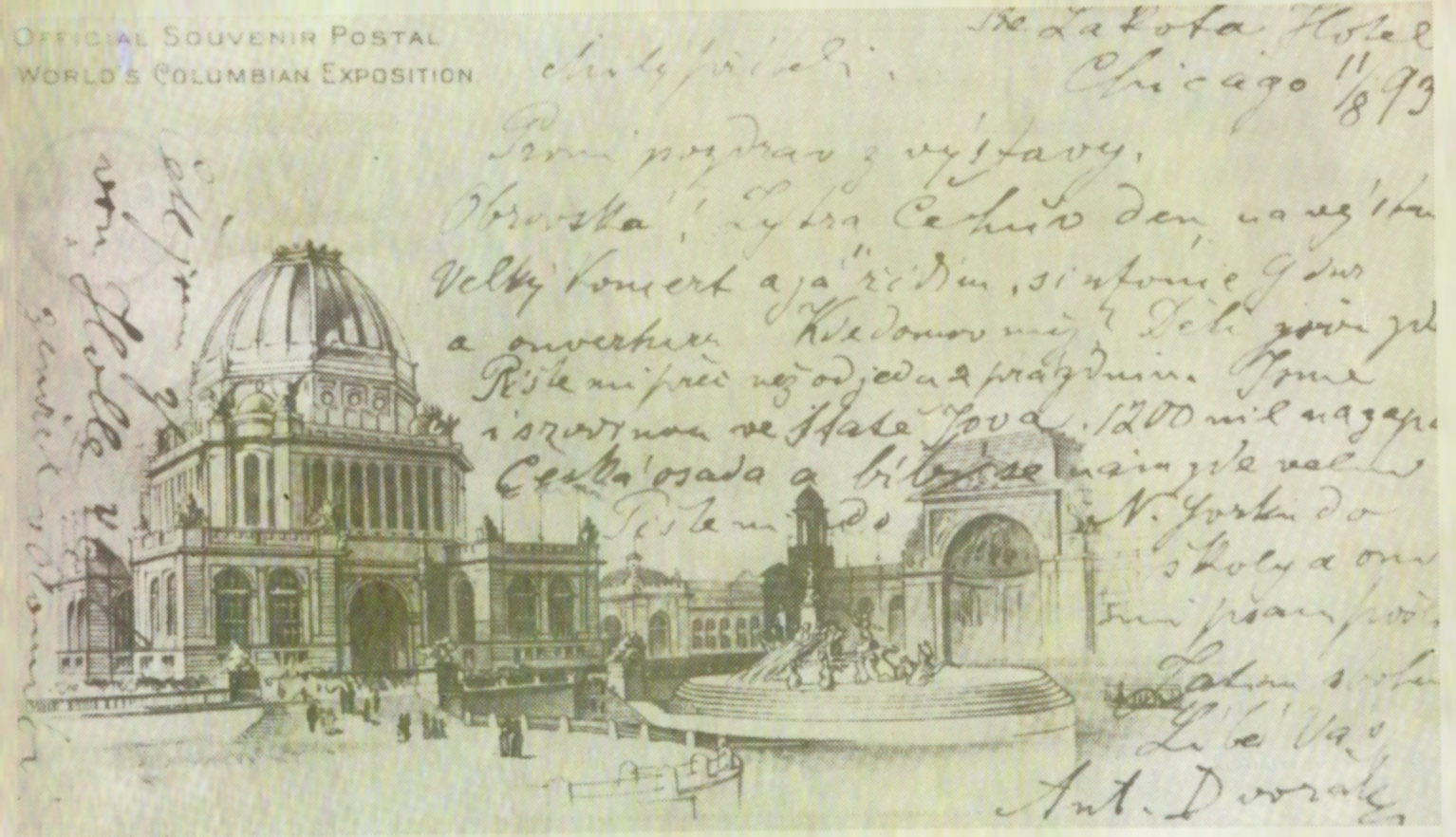
Text: Milý příteli, první pozdrav z výstavy. Obrovská!Zý(?)tra český den na výstavě. Velký koncert a já řídím simfonii G dur a ouverturu Kde domov můj. Děti jsou zde. Pište mi přec než odjedu z prázdnin. Jsme i s rodinou ve státě Iov(?)a. …